# Дю Гернье, Луи (старший)
Луи дю Гернье, Дюгернье, в литературе называемый Первый либо Старший (фр. Louis (I) Du Guernier, l'aîné; 14 апреля 1614, Париж — 16 января 1659, там же) — французский художник-миниатюрист, гравёр, эмальер и педагог.

## Биография
Внук влиятельного парламентария из Руана, потерявшего всё состояние в годы религиозных войн. Сын художника-миниатюриста Александра Дю Гернье (ок. 1550 — ок. 1628). Рано остался сиротой, будучи старшим ребенком в семье, ему пришлось рисовать миниатюры, чтобы поддержать своих многочисленных братьев и сестёр, многие из которых стали художниками.
С августа 1648 года был одним из первых академиков Королевской академии живописи и скульптуры в Париже. Работал профессором Королевской академии.
Луи дю Гернье умер 16 января 1659 г. в Париже. Похоронен на кладбище в предместье Сен-Жермен.
Был зятем Себастьяна Бурдона.